# Passy (Górna Sabaudia)
Passy – miejscowość i gmina we Francji, w regionie Owernia-Rodan-Alpy, w departamencie Górna Sabaudia.
Według danych na rok 1990 gminę zamieszkiwało 9235 osób, a gęstość zaludnienia wynosiła 115 osób/km² (wśród 2880 gmin regionu Rodan-Alpy Passy plasuje się na 81. miejscu pod względem liczby ludności, natomiast pod względem powierzchni na miejscu 25.). 
Miejsce śmierci Marii Skłodowskiej-Curie i Aliny Szapocznikow, sanatorium Sancellemoz.